# Peter Grosser
Peter Grosser (Monaco di Baviera, 28 settembre 1938 – Monaco di Baviera, 2 marzo 2021) è stato un calciatore e allenatore di calcio tedesco, di ruolo centrocampista.

## Palmarès

### Giocatore

#### Competizioni nazionali
- Campionato tedesco: 1

Monaco 1860: 1965-1966
- Coppa di Germania: 1

Monaco 1860: 1963-1964

#### Competizioni internazionali
- Coppa Piano Karl Rappan: 2

Austria Salisburgo: 1970, 1971